# 王武亮
王武亮（1963年8月—），湖南省长沙市望城县人，原湖南轨道交通控股集团有限公司党委书记、董事长，中国共产党望城县委员会书记、望城县人民政府县长。

## 生平
1963年8月，王武亮出生在湖南省长沙市望城县（今望城区）。
1995年7月，王武亮出任中国共产主义青年团长沙市委员会书记、党组书记。1997年8月起，王武亮先后出任中国共产党望城县委员会副书记、同县人民政府县长、县委书记。
2005年12月，王武亮调任长沙市人民政府副秘书长。
2009年10月，王武亮转任湖南发展投资集团有限公司董事、副总经理、党委委员。
2011年12月，王武亮调任湖南省公路建设投资有限公司党委书记、副总经理。
2014年12月，王武亮出任湖南基础建设投资集团有限公司总经理。
2017年10月起，王武亮先后出任湖南轨道交通控股集团有限公司党委副书记、总经理，党委书记、董事长。

## 酒驾违纪违法问题
2005年10月4日晚上9点左右，中国共产党望城县委员会书记王武亮酒驾遭到两名交通警察制止，王武亮在围观的上百名人民群众面前叫嚣：“我是县委书记，是一把手，老子不怕！”
望城县交警队副大队长刘贤辉和长沙110巡警张乐国前来处理此事也遭到王武亮拳打脚踢。

## 落马
2021年4月7日，湖南轨道交通控股集团有限公司党委书记、董事长王武亮涉嫌严重违纪违法，接受湖南省纪委监委纪律审查和监察调查。
2021年9月22日，王武亮遭到开除党籍开除公职（双开）处分，涉及“对抗组织审查；权色交易；设立小金库；利用职权为他人谋取利益；家庭财产超过合法收入和来源不明”。